# HD 1732
HD1732 є хімічно пекулярною зорею спектрального класу
A8 й має видиму зоряну величину в
смузі V приблизно  7.7.
.